# Diesseits (Gemeinde St. Martin)
Diesseits ist ein Ort im Innviertel in Oberösterreich, und Hauptort (Marktort), Ortschaft und als St. Martin im Innkreis Diesseits Katastralgemeinde der Gemeinde St. Martin im Innkreis im Bezirk Ried im Innkreis.

## Geographie
Der Ort liegt auf um die 372 m ü. A. im Antiesental, ca. 10 km nördlich der Bezirksstadt Ried im Innkreis, als ursprüngliches Straßendorf, heute Haufendorf an der Hausruck Straße (B143, ehemalige Hausruck-Bundesstraße), die hier die Antiesen entlangverläuft.
Die Ortschaft umfasst etwa 280 Gebäude (Stand 2012) mit um die 900 Einwohnern. Zusammen mit Jenseits bildet Diesseits den eigentlichen Ort Sankt Martin, der sich um Schloss Arco-Zinneberg (Schloss St. Martin) gruppiert. Zu Diesseits gehören alle Häuser zwischen dem Senftenbach im Norden und Kraftwerk im Süden, einschließlich der Häuser am Bahnhof und den Häusern unterhalb St. Ulrich Richtung Karchham.
Der Ortsname Diesseits ist wörtlich, die Katastralgemeinde St. Martin im Innkreis Diesseits umfasst alle Gemeindeteile, die – vom Schloss aus betrachtet – diesseits der Antiesen liegen (die anderen Gemeindeteile liegen „jenseits“). Dazu gehören auch die Ortschaften der Rotten Breitenaich gleich an der Bundesstraße nordwärts Richtung Ort im Innkreis anschließend, die zur Gemeinde gehörigen Anteile von Hofing (Rest Gemeinde Aurolzmünster) südwärts Richtung Ried, und Sindhöring nordwestlich und Karchham westlich an den linken Hängen des Antiesentals.
Nachbarortschaften und -katastralgemeinden:
| Hart Traxlham (beide KG, Gem. Reichersberg) Sindhöring | Ort im Innkreis (KG, Gem.) Breitenaich                                        | Koblstadt                                       |
| Greifling (KG, Gem. Mörschwang) Karchham               | Kompassrose, die auf Nachbargemeinden zeigt                                   | Jenseits (Ortsch. u. KG)                        |
| St. Ulrich Greifling (KG) (beide Gem. Senftenbach)     | Hofing (Gem. St. Martin u. Aurolzmünster) Forchtenau (KG, Gem. Aurolzmünster) | Rabenfurt Utzenaich (KG) (beide Gem. Utzenaich) |

## Geschichte

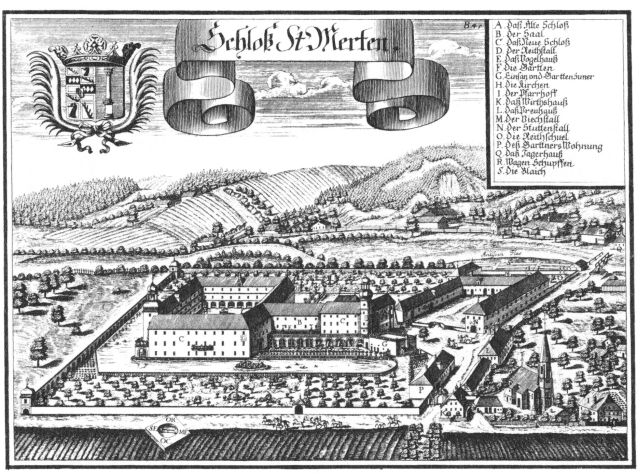
Schloss, Kirche und Ort, 1721; hier der Antiesen liegt Jenseits (nach einem Kupferstich von Michael Wening)

1084 erfolgte die erste urkundliche Erwähnung von St. Martin als Lehen des Hochstiftes Passau. Um 1150 ist es Ainwicus de sancti Martino ‚Dorf von Hl. Martin‘ genannt.
Die Herren von Schwent scheinen 1166 als Lehnsträger von St. Martin auf.
Der Ort hieß früher schlicht St. Martin diesseits und war die Hofmark des Schlosses, in der Ausdehnung der heutigen Katastralgemeinde.
Jenseits ist nicht früh beurkundet.
Heute ist der Ortsname hauptsächlich als Adresse bekannt, den Ort selbst nennt man allgemein Sankt Martin.
|     | Krld. Österr. o.d. Enns (Mon. Österr.) (1) | Krld. Österr. o.d. Enns (Mon. Österr.) (1) | Krld. Österr. o.d. Enns (Mon. Österr.) (1) | Krld. Österr. o.d. Enns (Mon. Österr.) (1) | Bld. Oberösterreich (Rep. Österr.) | Bld. Oberösterreich (Rep. Österr.) | Bld. Oberösterreich (Rep. Österr.) | Bld. Oberösterreich (Rep. Österr.) | Bld. Oberösterreich (Rep. Österr.) | Bld. Oberösterreich (Rep. Österr.) |
|     | 1785/88 (1)                                | 1824                                       | 1825                                       | 1869                                       | 1951                               | 1961                               | 1971                               | 1981                               | 1991                               | 2001                               |
| Ort | −                                          | −                                          | −                                          | 445                                        | 731                                | 716                                | 693                                | 697                                | 763                                | 831                                |
| Ort | 59                                         | −                                          | −                                          | 73                                         | 115                                | 157                                | 183                                | 215                                | 233                                | 256                                |
| KG  | −                                          | 630                                        | 708                                        | 625                                        | 956                                | 926                                | 910                                | 948                                | 1051                               | 1099                               |
| KG  | 84                                         | 91                                         | 97                                         | 97                                         | 158                                | 205                                | 243                                | 293                                | 327                                | 355                                |

(1) Kronland offiziell 1779; Angabe 1785 (Vermutung) für den Ort, 1788 für die KG; zu der Zeit Teil des Erzherzogtum Österreich; 1824/25: Kaisertum Österreich; 1869: Österreich-Ungarn

## Infrastruktur und Sehenswürdigkeiten
In Diesseits sind die meisten wichtigeren Adressen der Gemeinde zu finden:
- Gemeindeamt
- Schloss St. Martin/Arco-Zinneberg  (denkmalgeschützt)
- Feuerwehr
- Bahnhof St. Martin im Innkreis der (verlängerten) Salzkammergutbahn (Attnang-Puchheim – Schärding)
- Volksschule (denkmalgeschützt)
- Pfarrkirche (denkmalgeschützt)
- Pfarrhof (denkmalgeschützt)
- Friedhof (denkmalgeschützt)

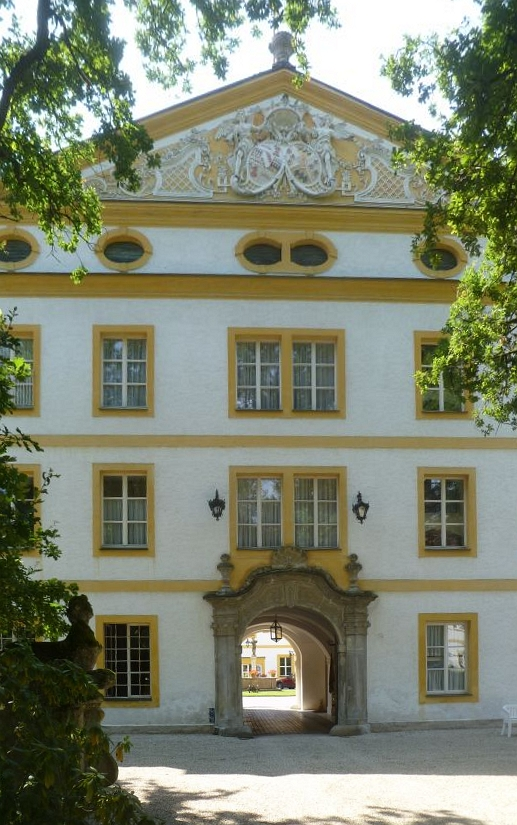
Schloss – Portaltrakt
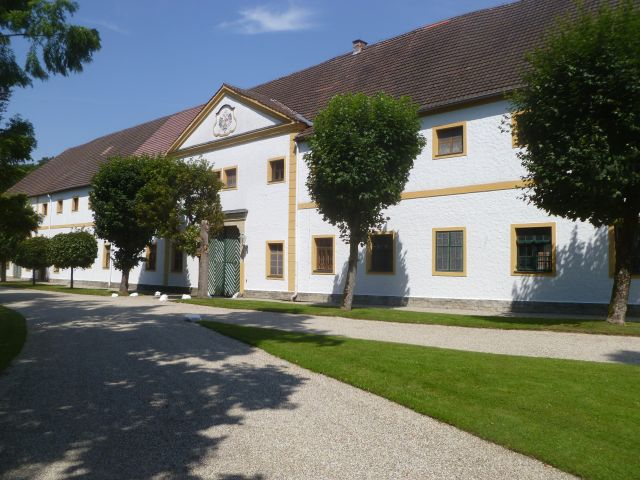
Schloss – Wirtschaftstrakt
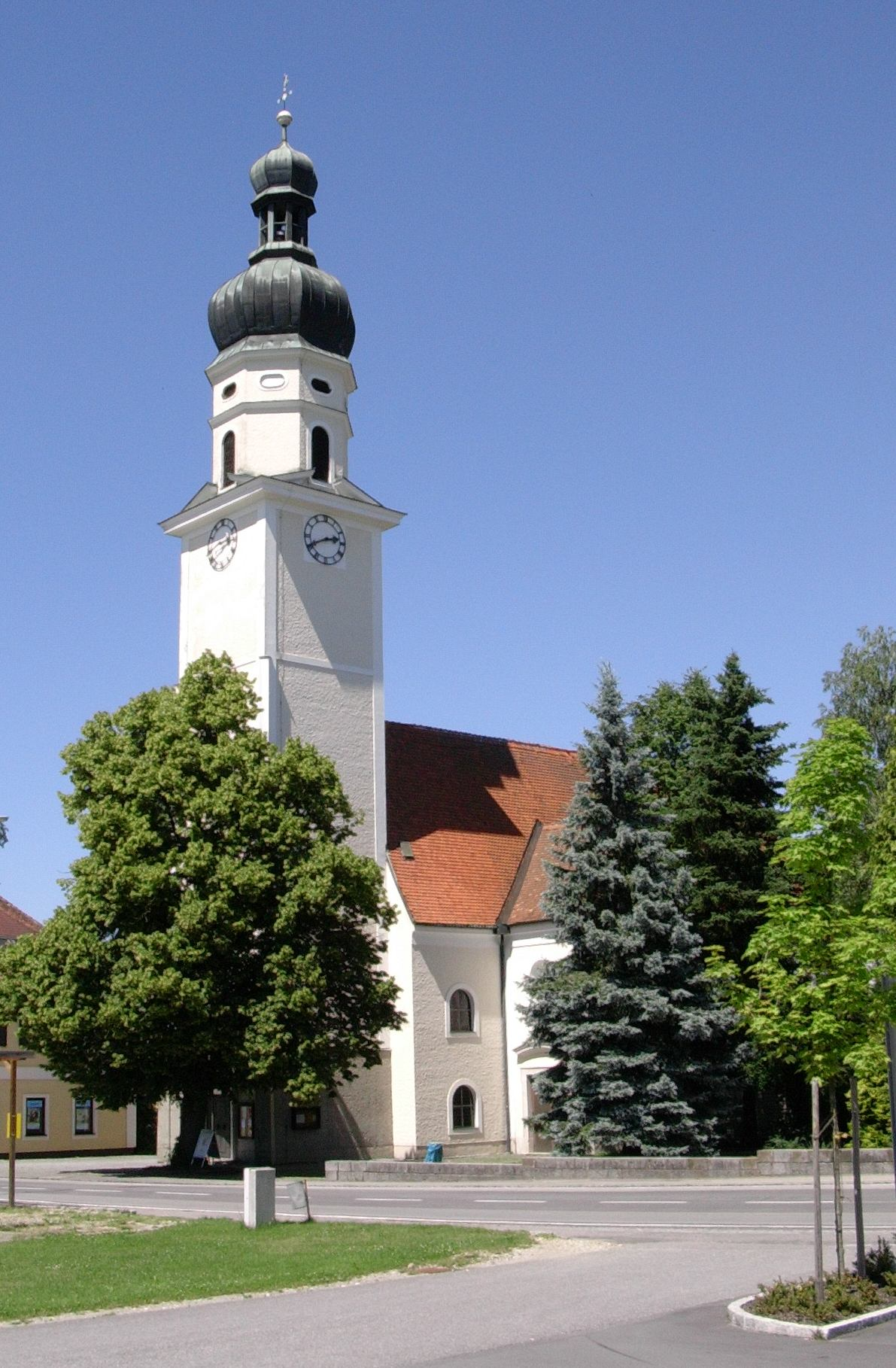
Martinskirche
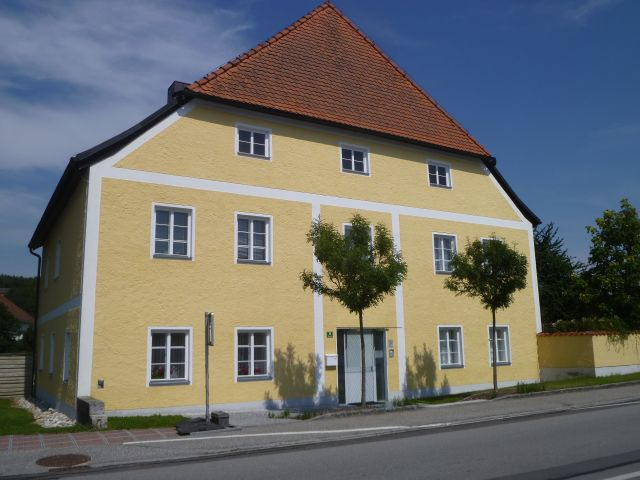
Pfarrhof
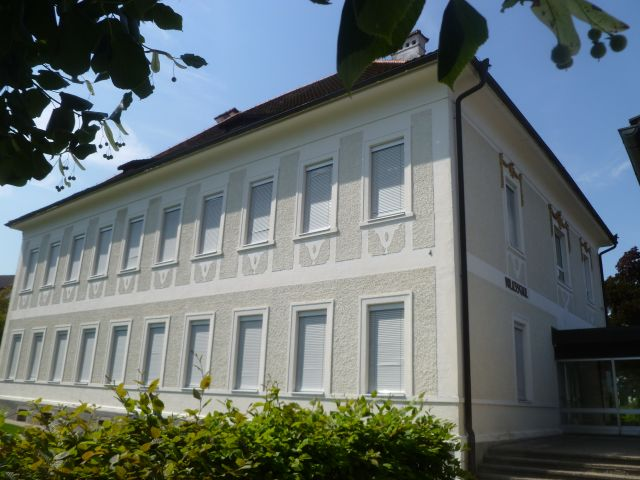
Volksschule
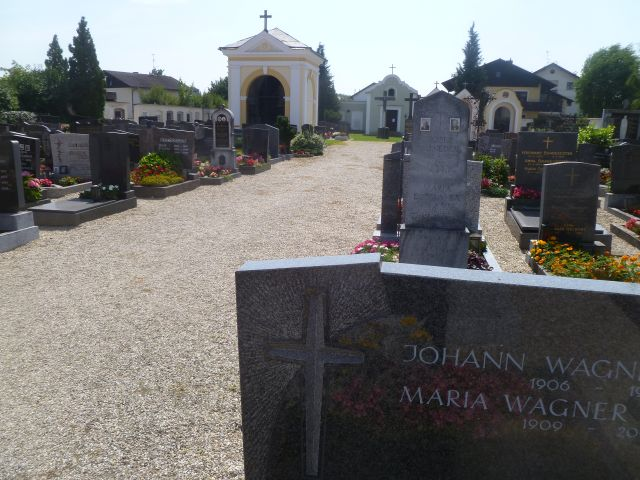
Friedhof mit Urnenkapelle

## Nachweise
1. 1 2  Adresssuche Diesseits bei DORIS
2. 1 2  Norbert Grabherr: Historisch-topographisches Handbuch der Wehranlagen und Herrensitze Oberösterreichs. Reihe Veröffentlichungen der Österreichischen Arbeitsgemeinschaft für Ur- und Frühgeschichte. 1975, S. 102 f.
3. 1 2 3  
Kurt Klein (Bearb.): Historisches Ortslexikon. Statistische Dokumentation zur Bevölkerungs- und Siedlungsgeschichte. Hrsg.: Vienna Institute of Demography [VID] d. Österreichische Akademie der Wissenschaften. Oberösterreich Teil 2, St. Martin im Innkreis Diesseits KG/Diesseits
, S. 26 f. (f Onlinedokument, Erläuterungen. Suppl.; beide PDF – o.D. [aktual.]).
Spezielle Quellenangaben: 1785: Häuserzahlen für Ortschaften im Innviertel, aus Ignaz De Luca: Geographisches Handbuch von dem österreichischen Staate. 1. Bd., 1791 (dürften wohl aus der Zeit um 1785 stammen). •
1788, 1824: Gemeinde (Hrsg.): St. Martin im Innkreis, 1984. •
1825: Militär-Konskription 1823/30; ziziert nach
Benedikt Pillwein (Hrsg.): Geschichte, Geographie und Statistik des Erzherzogthums Oesterreich ob der Enns und des Herzogthums Salzburg. Mit einem Register, welches zugleich das topographische und genealogische Lexikon ist und der Kreiskarte versehen. Geographisch-historisch-statistisches Detail nach Distrikts-Kommissariaten. 1. Auflage. Vierter Theil: Der Innkreis. Joh. Christ. Quandt, Linz 1832, S. 317  (Google eBook). 2. Auflage 1843 (Google Book) •
1869: Statistische Central-Commission (Hrsg.): Orts-Repertorien der im österreichischen Reichsrat vertretenen Königreiche und Länder. (1871 ff.). •
1951 und später: Österreichisches Statistisches Zentralamt / Statistik Austria (Hrsg.): Ortsverzeichnis. (Ergebnisse der Volkszählungen).
4. ↑  vgl. die Angaben 1869 für KG und Hofmark